# Akram al-Hawrani
Akram Al-Hourani (en árabe: أكرم الحوراني‎, también como El-Hourani, Howrani o Hurani) (Hama, 1912 - Amán, 24 de febrero de 1996) fue un político sirio que desempeñó un papel destacado en la formación de un populista generalizado y nacionalista en Siria y en el surgimiento del Partido Baaz Árabe Socialista, fue muy influyente en la política siria desde el comienzo de la década de 1940 hasta su partida al exilio en 1963. Al-Hourani ocupó diversos cargos, incluido un ministerio del gobierno y la vicepresidencia conjunta de la República Árabe Unida.

## Antecedentes
La familia de El Hourani tenía sus orígenes en la tribu árabe el-Halqiyyin y se trasladó a Hama en el centro de Siria de la ciudad de Jasp, en la región sur de Hauran (de ahí el apellido El Hourani.) El propio Akram nació en Hama y creció en circunstancias modestas, ya que la riqueza de la familia se había disipado. Fue educado en Hama y Damasco antes de unirse a la facultad de medicina en la Universidad Jesuita en 1932. Se vio obligado a abandonar la institución poco después, habiendo estado implicado en el intento de asesinato del expresidente sirio Subhi Barakat.
En 1936, se matriculó en la Escuela de Derecho de Damasco y se convirtió en miembro del Partido Social Nacionalista Sirio. En 1938, abandonó el partido y regresó a Hama para ejercer la abogacía. Allí se hizo cargo de la Hizb esh-Shabab  (Partido de la Juventud) fundada por un primo.
A principios del siglo XX, la provincia de Hama se caracterizó por el feudalismo, con propietarios que poseían la mayor parte de la tierra. Los terratenientes ejercieron el control completo sobre el campesinado, respaldado por ejércitos privados. El Hourani se dispuso a atacar este sistema y pidió reformas agrarias, dándole un considerable apoyo popular en Hama y su provincia, y en 1943 fue elegido diputado al Consejo Popular de Siria. Conservó su asiento en las elecciones de 1947, 1949, 1954 y 1962.
Si bien era partidario de la justicia social en su región, también fue un nacionalista árabe, y se dirigió a Bagdad para apoyar el movimiento Rashid Ali en Irak en 1941. En 1948, comandó grupos armados que participaron en ataques contra asentamientos sionistas en el Estado de Israel.

### Ya cerca del poder
En 1950, El Hourani renombró su partido como Movimiento Socialista Árabe. Para ese entonces, Batatu señála que «contaba con no menos de 10 000 miembros y pudo atraer a unas 40 000 personas del campo cuando convocó en Alepo, en ese año, el primer congreso campesino en la historia de Siria».
Entre 1949 y 1954, la política siria estuvo marcada por cuatro golpes militares. Basado en su fuerte influencia en el ejército, se consideró que El Hourani participó en estos golpes; sin embargo, no hay evidencia concreta que respalde esta postura. Al inicio, fue muy cercano al líder del tercer y cuarto golpe, Adib es-Shishakli, quien gobernó Siria entre 1951 y 1954. La decisión de esh-Shishakli de firmar un decreto en el que distribuía tierras del Estado al campesinado en enero de 1952 parece haber sido influencia de El Hourani. Sin embargo, a medida que el dictador se hizo más autocrático, su influencia disminuyó, y cuando esh-Shishakli decidió prohibir el Movimiento Socialista Árabe en abril de 1952, El Hourani se exilió en el Líbano. Allí, en noviembre de ese año, aceptó fusionar el Partido Socialista Árabe con el Partido Baaz Socialista dirigido por Michel Aflaq y Saladín el-Bitar. Este último ganó una base sustancial de seguidores activos por primera vez. El partido unificado adoptó el nombre de Partido Baaz Árabe Socialista. Fue disuelto, junto con todos los partidos políticos sirios por el presidente Gamal Abdel Nasser en 1958. La relación entre El-Hourani y Aflaq terminó ásperamente en 1962.

## El Partido Baaz Árabe Socialista
Al-Hourani era un miembro del mando nacional del Baath, lo que significa su liderazgo panárabe, desde su establecimiento en 1954 hasta 1959. Junto con los otros baazistas y miembros de la mayoría de las fuerzas políticas sirias, jugó un papel destacado en la agitación y movilización política que obligó a al-Shishakli a abandonar el poder a principios de 1954. Fue Portavoz del parlamento sirio desde 1957 a febrero de 1958, y en esa posición forzó la cancelación de las elecciones municipales planificadas de noviembre de 1957 después de no recibir la garantía de que a los baazistas se les otorgaría el 51% de los escaños disponibles. Esto ha sido descrito como el punto donde el Partido Baaz Árabe Socialista "le dio la espalda ... a la política partidaria".

## La República Árabe Unida
Después del tratado de unión entre Siria y Egipto en 1958, Al-Hourani fue designado vicepresidente de la República Árabe Unida (RAU) bajo Gamal Abdel Nasser, cargo que ocupó hasta 1959. Después de que Nasser lanzara un amargo ataque verbal contra el Partido Baaz Árabe Socialista en diciembre de ese año, seguido de una campaña de represión contra sus miembros, renunció a su puesto y se exilió en el Líbano. Posteriormente difirió con Aflaq y al-Bitar sobre la posición del partido con respecto a la RAU, debido a su apoyo a la secesión de la RAU.
Cuando un golpe militar de 1961 en Siria condujo a la disolución de la República Árabe Unida, Al-Hourani lo apoyó públicamente y firmó una declaración a favor de la secesión (al igual que Bitar, pero luego retiró su firma). El Partido Baaz Árabe Socialista se dividió en varias facciones rivales, pero cuando el mando nacional decidió a favor de la reunificación, Al-Hourani lo abandonó. Fue expulsado oficialmente en junio de 1962, después de lo cual él y sus partidarios restablecieron el Movimiento Socialista Árabe (Siria). Sin embargo, el apoyo popular a la unidad obstaculizó su crecimiento y fue fuerte solo en su bastión original de Hama. [cita requerida] En septiembre de 1962 se unió al gabinete "secesionista" ( infisali ) formado por Khalid al-Azm, atrayendo fuertes críticas de los movimientos baazistas y nasseristas.

## Exilio y muerte
Después del golpe de Estado de la reunión de baazistas y nasseristas de marzo de 1963, El-Hourani se exilió en el Líbano. Cuando una facción radical Baaz respaldada por los militares purgó a otros grupos políticos en Siria, decidió permanecer en la oposición fuera del país, y nunca regresar. El Movimiento Socialista Árabe (Siria) se dividió en facciones rivales, algunas de las cuales se alinearon con los baaz, algunas de las cuales se opusieron, pero la propia influencia de Hawrani disminuyó. Pasó el resto de su vida entre el Líbano, Irak, Francia y Jordania, este último país donde murió en 1996. El-Hourani era un nombre importante en la historia de Siria, pero en el momento de su muerte tuvo poca o ninguna influencia en absoluto sobre la política moderna. Sus memorias fueron publicadas póstumamente en El Cairo en el 2000.